# Ворон (франшиза)
«Ворон» (англ. The Crow) —  американская супергеройская франшиза, начатая в 1994 году, первый фильм которой снят Алексом Пройасом по сценарию Дэвида Дж. Шоу и Джона Ширли. В нем Брэндон Ли играет последнюю роль Эрика Дрейвена, убитого музыканта, который воскрес, чтобы отомстить за свою смерть и смерть своей невесты.
Фильм основан на одноименном комиксе Джеймса О'Барра, вдохновением которому послужила личная трагедия — его возлюбленная погибла из-за пьяного водителя.
Комикс был издан в 1989 году издательством «Caliber Comics», став невероятно успешным. Позже по мотивам комикса были сняты пять полнометражных фильма, а именно два театральных фильма - «Ворон» 1994 года, «Ворон 2: Город ангелов» 1996 года, два фильма для малых экранов - «Ворон 3: Спасение» 2000 года (который изначально планировался для выхода в театральный прокат) и «Ворон: Жестокое причастие» 2005 года, телевизионный сериал, рассчитанный на один сезон, написаны романы и выпущены продолжения комикса. В образе главного героя побывали актёры Брендон Ли, Венсан Перес, Эрик Мабиус и Эдвард Ферлонг, а также Марк Дакаскос в сериале 1998—1999 годах «Ворон: Лестница в небо», и перезапуск 2024-го года, где главную роль сыграл Билл Скарсгард.
Франшиза стала культурным феноменом и имеет множество фанатов по всему миру. Однако она получала разные отзывы: как очень положительный приём, так и резко негативный, в особенности зрителям и критикам не полюбился четвёртый фильм, «Ворон: Жестокое причастие», который считается одним из худших сиквелов в истории кинематографа. Сиквелы, в которых в основном фигурировали разные персонажи и ни один из первоначальных актеров, не смогли сравниться с успехом первого фильма.

## Сюжет

### Комиксы
Самый первый комикс рассказывал о молодом человеке по имени Эрик Дрэйвэн. На него и его возлюбленную Шелли, когда их машина сломалась, напала уличная банда. Парализованный после выстрела в голову Эрик был вынужден смотреть, как его девушку насилуют и убивают, после чего также умер.
Однако Эрик был воскрешен мистическим Вороном и принялся творить месть убийцам, выслеживая их и убивая. В остальное время он находится в доме, где жил с Шелли, погружённый в воспоминания о ней. Ворон является одновременно и хранителем и побуждающим к мести для Эрика — он помогает юноше выслеживать злодеев, и Эрик буквально видит глазами Ворона. По поводу тоски о Шелли Ворон отзывается неодобрительно, называя это пустой тратой времени, отвлекающей от мести.

### Фильмы
| Фильм                     | Дата выхода в США  | Директор       | Сценарист(ы)                      | Производители                                                                |
| ------------------------- | ------------------ | -------------- | --------------------------------- | ---------------------------------------------------------------------------- |
| Ворон                     | 13 мая 1994 г.     | Алекс Пройас   | Дэвид Дж. Шоу и Джон Ширли        | Эдвард Р. Прессман и Джефф Мост                                              |
| Ворон 2: Город ангелов    | 30 августа 1996 г. | Тим Поуп       | Дэвид С. Гойер                    | Эдвард Р. Прессман и Джефф Мост                                              |
| Ворон 3: Спасение         | 23 января 2000 г.  | Бхарат Наллури | Чип Йоханнессен                   | Эдвард Р. Прессман и Джефф Мост                                              |
| Ворон: Жестокое причастие | 19 июля 2005 г.    | Лэнс Мунгия    | Лэнс Мунгия, Джефф Мост и Шон Худ | Эдвард Р. Прессман и Джефф Мост                                              |
| Ворон                     | 23 августа 2024 г. | Руперт Сандерс | Зак Бейлин и Уилл Шнайдер         | Эдвард Р. Прессман, Молли Хассел, Виктор Хадида, Джон Дженкс и Сэмюэл Хадида |

#### Ворон (1994)
Однажды страшной темной ночью в канун Хэллоуина банда насильников и маньяков вламывается в дом молодой пары. Отморозки с особой жестокостью расправляются с хозяином - рок музыкантом Эриком и его невестой - Шелли. Но на этом ужасающая история только начинается. Спустя всего лишь год убитый музыкант Эрик выбирается из своей могилы. Восставший музыкант начинает мстить. Но никто не знает, человек ли он или ворон, который жаждет отомстить.

#### Ворон 2: Город ангелов (1996)
Саре уже некоторое время не дают покоя пугающие сны, в каждом из которых за ней прилетает огромный чёрный ворон. Ситуация уже дошла до той точки, что героиня начала бояться ложиться спать. Помимо прочего героями снов несчастной были и незнакомый мужчина, а также его совсем ещё юный ребёнок. Героиня прекрасно знает, что пару лет вспять в её городе имела место страшная драма. Члены сатанинской секты совершили дерзкое нападение на ребёнка и его отца, в результате которого изверги зверски убили своих жертв. Прошло совсем немного времени, и сны художницы начали перебираться из царства морфея в наш реальный мир. При помощи всё того же загадочного ворона, убитому сатанистами отцу удалось покинуть загробное царство и возвратиться в наш мир. Ныне его единственной целью выступает поиск членов банды, лишивших его и сына жизни, а после реализация вендетты им. Всё те же злодеи выкрали героиню и ныне держат её в укромном месте. Тем временем восставший из мёртвых продолжает свой кровавый путь мести и подбирается к главарям всё ближе. Злодеи понимают, что если воскресшего не остановить, то вскоре он доберётся и до них. Похищенная девушка стала для них тем самым рычагом, посредством которого они планировали остановить мстителя. Он уже идёт по следу преступников и всюду его сопровождает неизменный чёрный как ночь ворон, активно помогая законной мести осуществиться.

#### Ворон 3: Спасение (2000)
Когда Алекс сумел прийти в чувства и открыть глаза, то с ужасом обнаружил безжизненный труп своей горячо любимой женщины вблизи от себя. Согласно мнению прибывших на место трагедии правоохранителей, всё указывает на то, что огромное множество колотых ранения убитой нанёс человек, который её любил больше жизни. За содеянное юноше светит наказание в виде лишения жизни. Человека, который бы посчитал нужным выяснить истинные причины случившегося, не нашлось – никто не стал добиваться правды. Даже когда парень пытался оправдаться, будучи уже скован ремнями на электрическом стуле, его отказались слушать, а он неустанно твердил, что испытывал к девушке только самые трепетные чувства и никогда не стал бы лишать её жизни. Днём, когда страшная кара должна была быть приведена к исполнению, стал день совершеннолетия нашего героя. Парня убили прямо на его 21-й день рождения. Сразу после того, как решение суда было исполнено, разыгралась страшная гроза, повсюду сверкали молнии, одна из которых угодила прямо в электрическую сеть, вследствие чего казнённый парень ожил прямо в морозильнике морга. В это же безжизненное помещение вскоре прилетел чёрный как ночь ворон, в которого парень должен был перевоплотиться. Для центрального персонажа это поистине уникальный шанс распутать непростое дело убийства своей благоверной и покарать виновных.

#### Ворон: Жестокое причастие (2005)
Джимми Куэрво и его девушка подверглись жестокому насилию со стороны банды сатанистов во главе с Люком Крэшем, мечтающим стать самим Дьяволом, именно поэтому они убили молодую парочку. Но древний ворон не дал покоя Джимми, и он воскрешается из мёртвых с одной единственной целью — отомстить.

#### Ворон (2024)
В январе 2020 года фильм был возрождён, и работа над ним возобновилась. В марте 2022 года Прессман подтвердил, что работа над фильмом всё ещё продолжается. В следующем месяце Руперт Сандерс и Зак Бейлин были объявлены режиссёрами и сценаристами, а Эдвард Р. Прессман и Малкольм Грей выступили сопродюсерами. 1 апреля 2022 года The Hollywood Reporter объявил, что Билл Скарсгард сыграет Эрика Дрейвена. Брат Скарсгарда, Александр Скарсгард, изначально вёл переговоры о роли Дрейвена в апреле 2013 года. В том же месяце сообщалось, что FKA Twigs сыграет невесту Эрика, а Виктор Хадида, Молли Хасселл и Джон Дженкс присоединятся к ним в качестве продюсеров.
Основные съёмки начались 13 июля 2022 года в Праге, Чехия. Документы, поданные в связи с производством фильма, ошибочно идентифицировали проект как шестисерийный телесериал. Ранее планировалось, что съёмки фильма начнутся в июне 2022 года в Праге и Мюнхене. К 26 августа 2022 года Дэнни Хьюстон получил неизвестную роль. Племянник Хьюстона, Джек Хьюстон, изначально был выбран на роль Дрейвена в марте 2015 года. 16 сентября 2022 года производство фильма было завершено.
В сентябре 2022 года виртуальное производство фильма происходило на студии Penzing Studios в Пенцинге, Германия, а создание цифровых активов и работа над визуальными эффектами происходили в Баварии, Германия. Этот фильм — первая крупная международная постановка, снятая на студии. К ноябрю 2022 года Ashland Hill Media профинансировала постпродакшн фильма. Фильм вышел в прокат России 22 августа 2024 года, а в остальном мире на день позже.

### Сериал
| Сериал                 | Сезон | Эпизоды | Эпизоды | Первоначально выпущено | Первоначально выпущено |
| Сериал                 | Сезон | Эпизоды | Эпизоды | Впервые выпущен        | Последний выпуск       |
| ---------------------- | ----- | ------- | ------- | ---------------------- | ---------------------- |
| Ворон: Лестница в небо | 1     | 22      | 22      | 25 сентября 1998 г.    | 22 мая 1999 г.         |

## В ролях
| Персонажи                         | Оригинальные фильмы | Оригинальные фильмы    | Оригинальные фильмы | Оригинальные фильмы       | Перезагрузить   | Телевидение            |
| Персонажи                         | Ворон               | Ворон 2: Город ангелов | Ворон 3: Спасение   | Ворон: Жестокое причастие | Ворон           | Ворон: Лестница в небо |
| Персонажи                         | 1994                | 1996                   | 2000                | 2005                      | 2024            | 1998 – 1999            |
| --------------------------------- | ------------------- | ---------------------- | ------------------- | ------------------------- | --------------- | ---------------------- |
| Эрик Дрейвен                      | Брэндон Ли          | Упомянут               |                     |                           | Билл Скарсгард  | Марк Дакаскос          |
| Сара Мор                          | Рошель Дэвис        | Миа Киршнер            |                     |                           |                 | Кэти Стюарт            |
| Альбрехт                          | Эрни Хадсон         |                        |                     |                           |                 | Марк Гомес             |
| Топ Доллар                        | Майкл Уинкотт       |                        |                     |                           |                 | Джон Пайпер-Фергюсон   |
| Шелли Вебстер                     | София Шинас         |                        |                     |                           | FKA Twings      | Сабина Карсенти        |
| Дарла Мор                         | Анна Левин          |                        |                     |                           |                 | Линда Бойд             |
| Тин-Тин                           | Лоуренс Мейсон      |                        |                     |                           |                 | Дарси Лори             |
| Фанбой                            | Майкл Масси         |                        |                     |                           |                 | Тай Олссон             |
| Эш Корвен                         |                     | Винсент Перес          |                     |                           |                 |                        |
| Джуда Эрл                         |                     | Ричард Брукс           |                     |                           |                 |                        |
| Изгиб                             |                     | Игги Поп               |                     |                           |                 |                        |
| Александр Фредерик «Алекс» Корвис |                     |                        | Эрик Мабиус         |                           |                 |                        |
| Эрин Рэндалл                      |                     |                        | Кирстен Данст       |                           |                 |                        |
| Лорен Рэндалл                     |                     |                        | Джоди Лин О'Киф     |                           |                 |                        |
| Натан Рэндалл                     |                     |                        | Уильям Атертон      |                           |                 |                        |
| Капитан полиции Джон Л. Бук       |                     |                        | Фред Уорд           |                           |                 |                        |
| Джеймс «Джимми» Куэрво            |                     |                        |                     | Эдвард Ферлонг            |                 |                        |
| Люк «Смерть» Крэш                 |                     |                        |                     | Дэвид Бореаназ            |                 |                        |
| Лола Бирн                         |                     |                        |                     | Тара Рид                  |                 |                        |
| Лилли «Зажигает рассвет»          |                     |                        |                     | Эммануэль Шрики           |                 |                        |
| Эль-Ниньо                         |                     |                        |                     | Деннис Хоппер             |                 |                        |
| Винсент Роег                      |                     |                        |                     |                           | Дэнни Хьюстон   |                        |
| София Вебстер                     |                     |                        |                     |                           | Джозетт Саймон  |                        |
| Мариан                            |                     |                        |                     |                           | Лора Бирн       |                        |
| Кронос                            |                     |                        |                     |                           | Сами Буахила    |                        |
| Зади                              |                     |                        |                     |                           | Изабелла Вэй    |                        |
| Шанс                              |                     |                        |                     |                           | Джордан Болджер |                        |

## Вселенная

### Комиксы
«Caliber»:
- 1989: Crow #1-4

«Crowvision Inc.»:
- 1994: Crow Tin Sign

«Kitchen Sink»:
- 1996: Crow — City Of Angels #1-3
- 1996: Crow — Dead Time #1-3
- 1996: Crow — Flesh & Blood #1-3
- 1996: Crow — Wild Justice #1-3
- 1997—1998: Crow — Waking Nightmares #1-4
- 1998: Crow — A Cycle Of Shattered Lives

«London Night»:
- 1998: Crow — Razor, Kill The Pain #0-4
- 1999: Crow — Razor, The Lost Chapter
- 1999: Crow — Razor, Nocturnal Masque
- 1999: Crow — Razor, Finale

«Dragonfly Productions»:
- 2004: Crow — Dance Of The Dead Statue

### Фильмы
- Ворон (1994)
- Ворон 2: Город ангелов (1996)
- Ворон 3: Спасение (2000)
- Ворон: Жестокое причастие (2005)
- Ворон (2024)

На данный момент выпущено 5 фильмов, каждый из которых является вариацией на тему комикса. Права на производство фильмов серии принадлежат компании «Miramax Films».
Первый фильм «Ворон», выпущенный в 1994 году, наиболее близок сюжетно к оригиналу и сохраняет имена главных персонажей музыканта Эрика и его девушки Шелли. Фильм примечателен также тем, что работа над картиной стала последней в жизни молодого актёра Брендона Ли, сына Брюса Ли, как и отец трагически погибшего на съёмках картины, когда актёр был смертельно ранен случайно забытой в пистолете заглушкой, которая при холостом выстреле вылетела, как настоящая пуля. В итоге фильм был доснят при помощи качественного монтажа и добавления специальных компьютерных эффектов.
В 90-х годах Джеймс О'Барр хотел снять версию «Ворона» с главной героиней под названием «Ворон: Невеста», которая бы рассказывала историю женщины, убитой в день своей свадьбы, которая вернулась, чтобы отомстить. О'Барр был вдохновлен прочитанной им новостью о том, что чикагские гангстеры, грабящие церковь, оказались на свадьбе, где произошла перестрелка с одним из гостей, который был полицейским не при исполнении, и 13 человек были убиты. Когда О'Барр представил концепцию Miramax, она была отклонена, поскольку они не верили, что зрители будут платить за просмотр боевика с женщиной в главной роли.
В 1996 году вышел сиквел под названием «Ворон 2: Город ангелов». В этом фильме Винсент Перес играет Эша Корвена, которого вместе со своим сыном Дэнни убивают преступники. Эш воскресает как новый Ворон. Персонаж Сары Мор (Миа Киршнер) снова появляется в этом фильме и помогает Эшу. В фильме также участвует Игги Поп, который, согласно вкладышу в буклет к саундтреку к фильму, был первым выбором продюсера на роль Фанбоя в первом фильме «Ворон», но он не смог принять участие из-за своего графика записи. Группу Deftones можно увидеть вживую на фестивальной сцене, и они написали песню "Teething" для саундтрека. Фильм получил негативные отзывы и часто считается одним из худших фильмов, когда-либо созданных. За фильмом последовали телесериал и два сиквела с прямым выходом на видео, в каждом из которых роль Ворона исполнял другой человек.
Ворон: Лестница в небеса - канадский телесериал 1998 года, созданный Брайсом Забелем, с Марком Дакаскосом в главной роли в роли Эрика Дрейвена, которого первоначально играл Брэндон Ли.
О первоначальной разработке третьего фильма «Ворон» было объявлено в августе 1997 года, когда Роб Зомби должен был дебютировать в качестве режиссера в фильме «Ворон: 2037». White Zombie сделал кавер на хит KC и Sunshine Band «I’m Your Boogie Man» для саундтрека к фильму «Ворон 2: Город ангелов», и, увидев работу Роба Зомби над видео, которое он спродюсировал на эту песню, Эдвард Прессман предложил Зомби получит возможность снять третий фильм о Вороне. Если бы фильм был снят, Зомби планировал сместить фокус с точки зрения мести, как в предыдущих двух частях, на подход, более основанный на ужасах. Действие фильма должно было начаться в 2010 году, когда в ночь на Хэллоуин сатанинский священник убивает мальчика и его мать. Год спустя мальчик воскрешается как Ворон. Двадцать семь лет спустя, не подозревая о своем прошлом, он стал охотником за головами, столкнувшимся со своим теперь всемогущим убийцей.
Третий фильм «Ворон 3: Спасение» был выпущен в 2000 году. Режиссер Бхарат Наллури, в нем снимались Эрик Мабиус, Кирстен Данст, Фред Уорд, Джоди Лин О'Киф и Уильям Атертон. Он основан на романе Поппи З. Брайт «Сердце Лазаря». После того, как его дистрибьютор отменил запланированный выпуск в кинотеатрах из-за негативного отношения критиков к фильму «Ворон 2: Город ангелов», «Ворон 3: Спасение» был выпущен непосредственно на видео со смешанными и положительными отзывами.
В июле 2000 года рэпер DMX вел переговоры с продюсерами о четвертом фильме «Ворон» под названием «Ворон: Лазарь» о рэпере, который решает покинуть музыкальную сцену ради любви женщины и погибает во время перестрелки на дороге. Затем рэппер перевоплощается в Ворона, чтобы отомстить банде, виновной в его смерти. Производство должно было начаться в ноябре того же года, но проект в итоге так и не был реализован.
Четвертый фильм «Ворон: Жестокое причастие» вышел в 2005 году. Режиссер Лэнс Мунгиа, в ролях Эдвард Ферлонг, Дэвид Бореаназ, Тара Рид, Тито Ортис, Деннис Хоппер, Эммануэль Шрики и Дэнни Трехо. Он был вдохновлен одноименным романом Нормана Партриджа. У него была недельная театральная премьера 3 июня 2005 года в театре AMC Pacific Place Theater в Сиэтле, штат Вашингтон, а затем 19 июля 2005 года он был выпущен на видео и считается самым худшим из четырех фильмов.
«Ворон» — предстоящий американский сверхъестественный фильм о супергероях, снятый Рупертом Сандерсом по сценарию Зака Бэйлина. В нем играет Билл Скарсгард в роли Эрика Дрейвена / Ворона, убитого музыканта, который воскрес, чтобы отомстить за смерть себя и своей невесты, которую играет FKA twigs. Фильм, являющийся ремейком фильма 1994 года, основан на одноименном комиксе Джеймса О'Барра.
Работа над фильмом началась в декабре 2008 года, когда Стивен Норрингтон заявил, что напишет сценарий и направит «перезапуск» «Ворона». Он вступил в сложный производственный процесс с разными режиссерами, сценаристами и актерами, прикрепленными в разных точках. Режиссеры Норрингтон, Хуан Карлос Фреснадильо, Ф. Хавьер Гутьеррес и Корин Харди изначально были подписаны на роль режиссера, а Брэдли Купер, Люк Эванс, Джек Хьюстон и Джейсон Момоа были выбраны на роль Эрика Дрейвена на разных этапах разработки. Скарсгард был выбран на роль Дрейвена в апреле 2022 года, и вскоре после этого Сандерс был нанят в качестве режиссера. Съемки начались в июле, в таких местах, как Прага и Мюнхен. Театральный прокат фильма «Ворон» состоялся 23 августа 2024 года компанией Lionsgate Films в США. Права на международное распространение фильма представлены компанией FilmNation Entertainment, и были проданы различным покупателям на Каннском кинофестивале 2022 года в мае 2022 года.

### Телесериал
- Ворон: Лестница в небо (1998–1999)

Сериал «Ворон: Лестница в небо» выходил в эфир с 1998 по 1999, продержавшись 1 сезон, состоящий из 22 эпизодов. Сериал является вольной экранизацией по мотивам оригинального комикса. Первые три серии пересекаются эпизодически с событиями первого фильма. Главный герой сериала — музыкант Эрик в исполнении Марка Дакаскоса, внешне похожего на Брендона Ли.

### Книги
Выпуском романов вселенной «Ворона» занимался издательский дом «Harper Collins Publishing». Романы выходили в период с 1998 по 2001 года.
- Ворон: Город ангелов / The Crow: The City of Angels (Chet Williamson) — начало 1996 года
- Ворон: Сердце Лазаря / The Crow: A Lazarus Heart (Poppy Z. Brite) — апрель 1998 года
- Ворон: Под покровом ночи / The Crow: Clash By Night (Chet Williamson) — середина 1998 года
- Крик ворона / Quoth The Crow (David Bischoff) — февраль 1998 года
- Ворон: Храм ночи / Crow: Temple Of Night (S.P. Somtow) — декабрь 1999 года
- Ворон: Жестокое причастие / The Crow: The Wicked Prayer (Norman Partridge) — ноябрь 2000 года
- Ворон: Обречённый на муки / The Crow: Hellbound (A.A. Attanasio) — июнь 2001 года

## Съёмочная группа
| Экипаж                    | Фильм                                                                                                  | Фильм                           | Фильм | Фильм                                                | Фильм |
| Экипаж                    | Ворон                                                                                                  | Ворон 2: Город ангелов          | Ворон 3: Спасение                                                                                         | Ворон: Жестокое причастие                            | Ворон |
| Экипаж                    | 1994                                                                                                   | 1996                            | 2000 | 2005                                                 | 2024 |
| ------------------------- | --- | ------------------------------- | --- | ---------------------------------------------------- | --- |
| Композитор(ы)             | Грэм Ревелл                                                                                            | Грэм Ревелл                     | Марко Бельтрами                                                                                           | Джейми Кристоферсон                                  | Фолькер Бертельманн                                                                                         |
| Оператор(ы)               | Дариуш Вольский                                                                                        | Жан-Ив Эскофье                  | Кэролин Чен                                                                                               | Курт Брэбби                                          | Стив Аннис                                                                                                  |
| Редактор(ы)               | Дов Хёниг М. Скотт Смит                                                                                | - Майкл Н. Кнуэ - Энтони Редман | Говард Э. Смит                                                                                            | Дин Холланд                                          | Джейсон Баллантайн                                                                                          |
| Производственная компания | - Dimension Films - Entertainment Media Investment Corporation - Pressman Film - Jeff Most Productions | Dimension Films                 | - IMF - Edward R. Pressman Film Corporation - Jeff Most Productions - Miramax - Pacifica Film Development | - Pressman Film - Jeff Most Productions - Fubu Films | - Davis Films - Hassell Free Productions - Electric Shadow Co. - Pressman Film - Ashland Hill Media Finance |
| Дистибьютор               | Miramax Films                                                                                          | Miramax Films                   | Dimension Films                                                                                           | Dimension Films                                      | - Lionsgate - FilmNation Entertaiment                                                                       |

## В популярной культуре
- Бывший рестлер WCW и нынешний борец AEW Стинг черпал вдохновение из фильма для своего персонажа «Ворона».
- В эпизоде «Ад на Земле 2006» Южного парка Сатана устраивает вечеринку по случаю своего дня рождения в Лос-Анджелесе в ночь на Хэллоуин и решает одеться Вороной. Он настаивает на том, чтобы никто из других участников вечеринки не выбрал такой же наряд.
- Металкор-группа Ice Nine Kills создала на основе The Crow песню под названием «A Grave Mistake», которая вошла в их альбом 2018 года The Silver Scream.
- Персонаж Дуайт Шрут из американского офиса говорит, что его самый любимый фильм - «Ворон» из 4-го эпизода 2-го сезона «Огонь».
- В хэллоуинском эпизоде мультсериала для взрослых The Venture Bros. под названием «Очень венчурный Хэллоуин» персонаж Дермотт Фиктел (озвученный Доком Хаммером) переодевается Вороной и ссылается на смерть Брэндона Ли.

## Приём

### Кассовые сборы
| Фильм                     | Дата выхода     | Кассовые сборы | Кассовые сборы | Кассовые сборы | Бюджет       | Примечания    |
| Фильм                     | Дата выхода     | США и Канада   | Другие страны  | Всего          | Бюджет       | Примечания    |
| ------------------------- | --------------- | -------------- | -------------- | -------------- | ------------ | ------------- |
| Ворон                     | Май 13, 1994    | $50,693,129    | $43,000,000    | $93,693,129    | $23 000 000  | [ 40 ] [ 41 ] |
| Ворон 2: Город ангелов    | Август 30, 1996 | $17,917,287    | $6,931,174     | $24,848,461    | $13 000 000  | [ 42 ]        |
| Ворон 3: Спасение         | Январь 23, 2000 | $25 000 000    | —              | $25 000 000    | $10 000 000  | [ 43 ] [ 44 ] |
| Ворон: Жестокое причастие | Июнь 3, 2005    | —              | —              | $3 000 000     | $8 000 000   | [ 45 ]        |
| Ворон                     | Август 22, 2024 | $9 275 659     | $14 462 618    | $23 738 277    | $50 000 000  | [ 46 ] [ 47 ] |
| Итог                      | Итог            | $102 886 075   | $64 393 792    | $167 279 867   | $104 000 000 |               |

### Критический приём
| Фильм                     | Rotten Tomatoes    | Metacritic       | iMDb                     |
| ------------------------- | ------------------ | ---------------- | ------------------------ |
| Ворон (1994)              | 84% (63 рецензии)  | 71 (14 рецензий) | 7.5/10 (184 000 отзывов) |
| Ворон 2: Город ангелов    | 14% (37 рецензий)  | —                | 4.6/10 (21 000 отзывов)  |
| Ворон 3: Спасение         | 18% (11 рецензий)  | —                | 4.9/10 (12 000 отзывов)  |
| Ворон: Жестокое причастие | 0% (9 рецензий)    | —                | 3.0/10 (9 000 отзывов)   |
| Ворон                     | 23% (129 рецензия) | 30 (31 рецензий) | 4.7/10 (22 000 отзывов)  |